# Nodulosphaeria spectabilis
Nodulosphaeria spectabilis är en svampart som först beskrevs av Niessl, och fick sitt nu gällande namn av L. Holm 1961. Nodulosphaeria spectabilis ingår i släktet Nodulosphaeria och familjen Phaeosphaeriaceae.   Inga underarter finns listade i Catalogue of Life.